# Josef Schwammberger
Josef Franz Leo Schwammberger (14. února 1912 – 3. prosince 2004) byl německý důstojník SS (Schutzstaffel), válečný zločinec a velitel pracovních táborů v Rozwadówě, Přemyšli a Mielci.

## Biografie
Narodil se v rakousko-uherském Brixenu.
Během Druhé světové války byl velitelem různých pracovních táborů v krakovském okrese. Jeho velení trvalo až do jara 1944.
Na konci války byl Francouzi zadržen v rakouském Innsbrucku. Následně se doznal ke smrti vězňů v pracovních táborech, ale pouze ke 35 obětem. Odhaduje se, že má na svědomí mnohem více lidských životů, než sám přiznal.
V roce 1948 měl být vydán Američanům. Během převozu se mu podařilo uprchnout.
Stejně jako jiní přední Nacisté se i jemu podařilo emigrovat do Argentiny. Nezměnil si jméno, pouze dostal nové občanství.
Teprve v roce 1973 začaly západoněmecké úřady usilovat o jeho vydání. To se uskutečnilo až v roce 1987, kdy byl nalezen a zatčen.
Soudní proces byl veden od roku 1991 do roku 1992. Svou vinu zcela popíral. Mezi jeho nejhrůznější zločiny patřila vražda rabína v Rozwadówě dne 21. září 1942. Prokázáno mu bylo i nařizování hromadných poprav v pracovních táborech, nebo umlácení několika bezbranných dětí. K jeho odsouzení přispěly i rozsáhlá svědectví přeživších těchto pracovních táborů.
V roce 1992, ve věku 80 let, byl odsouzen k doživotnímu trestu. Žádost o předčasné propuštění v roce 2002 mu byla zamítnuta.
Jeho manželka Kathe Schwammemberegrová zemřela v Argentině v roce 2003 ve věku 87 let.
On sám zemřel následující rok ve věku 92 let ve vězeňské nemocnici.